# Stemmi dei comuni della Terra d'Aci
Gli stemmi dei comuni della Terra d'Aci sono gli stemmi dei comuni di Aci Castello, Acireale, Aci Bonaccorsi, Aci Catena che condividono la caratteristica di ereditare il blasone dell'antica “Universitas di Aci”, utilizzato fino al 1985 anche dal comune di Aci Sant'Antonio.

## Storia
Nel 1092 i territori che oggi sono divenuti i comuni di Aci Castello, Acireale, Aci Bonaccorsi, Aci Catena, Aci Sant'Antonio e Valverde (all'epoca Aci Belverde), facevano parte della “Universitas di Aci”, detta così per indicare l'unità territoriale, politica, morale ed economica della cosiddetta “Terra di Aci”; questa fu assegnata dal Gran Conte Ruggero ad Angerio, al momento della sua nomina a vescovo di Catania.
Nel 1392 la “terra di Aci” tornò al regio demanio ma nel 1420 il re Alfonso V d'Aragona e il viceré Ferdinando Velasquez la trasformeranno di nuovo in feudo.
Dopo essere stata in possesso di varie famiglie nobili nel 1528 il consiglio civico si riunì a Casalotto (oggi Aci Sant'Antonio) e nominò sei “sindaci”, i quali vennero incaricati di riscuotere le tasse necessarie a pagare il riscatto dal dominio feudale. L'Universitas di Aci si voleva con ciò liberare dal dominio baronale e nel 1531 ci riuscì pagando la somma di 72.000 fiorini all'imperatore Carlo V.
In questa occasione per l'“Universitas di Aci”, tornata a essere demaniale e quindi dotata di ampia autonomia, venne creato il sigillo della città, che divenne obbligatorio apporre negli atti pubblici civici e che è attualmente presente in tutti gli stemmi delle città di “Aci”: “Pro certitudine veritatis has nostras patentes lítteras fieri fecimus sub parvo Universitatis nostrae sigillo in pede munitas, ex territorio Jacis, die IV ind. 1551”
In questo sigillo circolare, nel cui bordo era presente la legenda redempta fuit 3 austi 4 ind. 1531, sono rappresentati, chiusi in uno scudo, un castello a tre torri sulla destra (sinistra araldica) e tre faraglioni uscenti dal mare sulla sinistra (destra araldica). Era inoltre presente il motto Acis civitas amplissima et fida regibus.
La prima prova documentale dell'uso del sigillo civico è del 1592, mentre dopo il 1626, anno in cui viene realizzato un nuovo sigillo, si aggiungono le figure del leone coronato, della bandiera reale e le iniziali A G che si ricollegano al mito di Aci e di Galatea; inoltre dal 1621 Aci ebbe la facoltà, come le altre città regie, di sormontare lo stemma con la corona regale. Il blasone è presente sul frontespizio e a pagina 87 dell'Antiquus Liber Privilegiorum Civitatis Acis registro iniziato nel 1632, nel quale non vengono però riportati il leone e le lettere A G, e nel Libro di Fodera Negra dove questi due elementi sono invece presenti. Nel 1667 l'artista Placido Blandamonte lo scolpisce, completo di tutti i suoi elementi, sul portale della cattedrale di Acireale, in seguito Giacinto Platania lo raffigurò nella parte inferiore di un quadro di Santa Venera, patrona della città dal 1651; è anche presente in busto della stessa santa del 1655. Nell'opera del 1687 Compendio delle ammirande notizie della patria, vita e trionfi delle gloriosa predicatrice S. Venera di Anselmo Grasso, sacerdote dell'Ordine dei frati minori cappuccini, ne viene data la seguente descrizione: «nello scudo pendente dalla mano di Santa Venera espressate sono l'arme della città cioè le tre famose piramidi de' Scogli Ciclopei nel mare e d'innanzi l'antichissimo Castello d'Aci nella cui sommità s'alza un Leone che con le zampe tiene impugnata la Real Bandiera»; in seguito compare nelle opere di vari artisti. Una copia dello stemma sormonta una specchiera del XVIII secolo in origine parte dell'arredo del Palazzo di Città e attualmente conservata presso la Pinacoteca Zelantea. Nel corso del XIX secolo si ebbero altre differenti raffigurazioni dello stemma, ma che comunque conservavano gli elementi fondamentali.

## Simboli
La “Terra di Aci”, quale simbolo della sua nuova libertà scelse l'antico Castrum di Aci Castello, che rappresentava la regia demanialità di “Aci”, prima che fosse trasformata in feudo, i tre Faraglioni di Aci Trezza, caratteristica del territorio, e le iniziali A G con cui si rappresentava il mito del pastore Aci e della ninfa marina Galatea.

Aci Bonaccorsi
Aci Catena
Aci Castello (prima del 2014)

## Modifiche e decreti stemmi

### Nuovo stemma di Acireale

Stemma di Acireale in uso fino al 2008

Il 6 dicembre 2008 il consiglio comunale di Acireale ha approvato un ridisegno dello stemma, conseguenza del titolo di città ottenuto con D.P.R. del 30 novembre 2005 e della volontà che lo stemma civico fosse più aderente a quello dell'antica universitas; la nuova blasonatura, risultato del lavoro della commissione di esperti all'uopo nominata e della V Commissione consiliare è la seguente:
Lo stemma, approvato insieme al nuovo gonfalone e alla nuova bandiera, con D.P.R. del 27 febbraio 2009 ha la seguente descrizione araldica ufficiale:
Il gonfalone e la bandiera si presentano entrambi come drappi di rosso caricati dallo stemma civico sopra descritto.
Il precedente stemma utilizzato dal comune, e riconosciuto con decreto del 29 settembre 1936, era così blasonato:

### Nuovo stemma di Aci Castello

Nuovo stemma di Aci Castello dal 2014

Lo stemma di Aci Castello è stato ufficializzato con D.P.R. del 22 aprile 2014; la sua descrizione è:
Con lo stesso è stato concesso quale gonfalone un drappo di rosso.